# رایت‌باس
رایت‌باس (انگلیسی: Wrightbus) شرکت اتوبوس‌سازی مستقر در ایرلند شمالی است که در سال ۱۹۴۶ تأسیس شد.